# Impatiens jacobdevlasii
Impatiens jacobdevlasii — вид рослин із родини бальзаминових (Balsaminaceae).

## Назва
Видовим епітетом вшановано доктора Якоба де Власа (нід. Jacob de Vlas), нідерландського біолога та автора тритомної серії «Ілюстрованого польового довідника про квіти Шрі-Ланки» у 2008–2019 рр., у якому задокументовано понад 3000 місцевих та інтродукованих видів острова.

## Біоморфологічна характеристика
Impatiens jacobdevlasii морфологічно схожий на I. truncata, але відрізняється квітками рожевуватого чи пурпуруватого забарвлення з рожевим краєм, дволопатевим верхнім пелюсткою бічних з'єднаних пелюсток і жовтою плямою в центрі, лінійно-ланцетним бічним чашолистком, 4–6 бічними жилковими парами, абаксіально розкидано запушеною а адаксіально голою пластинкою.

## Середовище проживання
Impatiens jacobdevlasii відомий з гори Доталугала і району Тхангаппува в масиві Наклз на Шрі-Ланці.